# Кутейниково (Родионово-Несветайский район)
Кутейниково — слобода в Родионово-Несветайском районе Ростовской области.
Административный центр Кутейниковского сельского поселения.

## География
Слобода находится на берегу реки Большой Несветай, на расстоянии 7 км к юго-востоку от слободы Родионово-Несветайская, административного центра района.

## История
Названа слобода в честь Степана Ефимовича Кутейникова (1755 — 1826). 25 сентября 1800 года гражданское и войсковое правительство предложило Степану Кутейникову переселить своих подданных крестьян и устроить хутор.

## Население
| 2010 |
| ---- |
| 1121 |

## Улицы
| - ул. Безымянная, - ул. Булановой, - ул. Гагарина, | - пер. Кирова, - ул. Краснопартизанская, - ул. Румянова, | - ул. Сазонова, - ул. Советская, - ул. Ульянова. |